# Burmannia candida
Burmannia candida là một loài thực vật có hoa trong họ Burmanniaceae. Loài này được Griff. ex Hook.f. mô tả khoa học đầu tiên năm 1888.